# UEFA Super Cup 1983
De UEFA Super Cup 1983 bestond uit twee voetbalwedstrijden die gespeeld werden in het kader van de UEFA Super Cup. De wedstrijden vonden plaats tussen de winnaar van de Europacup I 1982/83, Hamburger SV, en de winnaar van de Europacup II 1982/83, Aberdeen FC, op 22 november en 20 december 1983.
De eerste wedstrijd werd in de Volksparkstadion gespeeld en eindigde in een gelijkspel. Later eindigde de tweede wedstrijd, in het Pittodrie Stadium, in een overwinning voor Aberdeen FC. Zo sleepte Aberdeen FC de eerste Europese Supercup uit de geschiedenis van de club in de wacht.

Wedstrijddetails
|                  |              |       |             | |
| 22 november 1983 | Hamburger SV | 0 – 0 | Aberdeen FC | Volksparkstadion, Hamburg Toeschouwers: 12.000 Scheidsrechter: Vojtěch Christov (Tsjecho-Slowakije) |
| 22 november 1983 |              |       |             | Volksparkstadion, Hamburg Toeschouwers: 12.000 Scheidsrechter: Vojtěch Christov (Tsjecho-Slowakije) |

| HSV | Aberdeen |

| Hamburger SV:  |                        |     |
|                |                        |     |
| GK             | Uli Stein              |     |
| RB             | Ditmar Jakobs          |     |
| CB             | Holger Hieronymus      |     |
| CB             | Bernd Wehmeyer         |     |
| LB             | Jürgen Groh            |     |
| RM             | Michael Schröder       |     |
| CM             | Jimmy Hartwig          | 46' |
| CM             | Felix Magath           |     |
| LM             | Wolfgang Rolff         |     |
| CF             | Dieter Schatzschneider |     |
| CF             | Thomas von Heesen      |     |
| Wisselspelers: |                        |     |
| FW             | Wolfram Wuttke         | 46' |
| Coach:         |                        |     |
| Ernst Happel   |                        |     |

| Aberdeen FC:  |                 |     |
|               |                 |     |
| GK            | Jim Leighton    |     |
| RB            | Doug Rougvie    | 44' |
| CB            | Alex McLeish    |     |
| LB            | Willie Miller   |     |
| RM            | Dougie Bell     |     |
| CM            | Neale Cooper    |     |
| CM            | Gordon Strachan |     |
| LM            | Neil Simpson    |     |
| RW            | Mark McGhee     |     |
| CF            | John Hewitt     |     |
| LW            | Peter Weir      |     |
| Coach:        |                 |     |
| Alex Ferguson |                 |     |

|                  |                        |       |              |                                                                                               |
| 20 december 1983 | Aberdeen FC            | 2 – 0 | Hamburger SV | Pittodrie Stadium, Aberdeen Toeschouwers: 24.000 Scheidsrechter: Horst Brummeier (Oostenrijk) |
| 20 december 1983 | Simpson 47' McGhee 65' |       |              | Pittodrie Stadium, Aberdeen Toeschouwers: 24.000 Scheidsrechter: Horst Brummeier (Oostenrijk) |

| Aberdeen | HSV |

| Aberdeen FC:   |                  |     |
|                |                  |     |
| GK             | Jim Leighton     |     |
| RB             | Stewart McKimmie |     |
| CB             | Alex McLeish     |     |
| LB             | Willie Miller    |     |
| RM             | Dougie Bell      |     |
| CM             | John McMaster    |     |
| CM             | Gordon Strachan  |     |
| LM             | Neil Simpson     |     |
| RW             | Mark McGhee      |     |
| CF             | John Hewitt      | 65' |
| LW             | Peter Weir       |     |
| Wisselspelers: |                  |     |
| FW             | Eric Black       | 65' |
| Coach:         |                  |     |
| Alex Ferguson  |                  |     |

| Hamburger SV:  |                        |     |
|                |                        |     |
| GK             | Uli Stein              |     |
| RB             | Manfred Kaltz          | 68' |
| CB             | Ditmar Jakobs          |     |
| CB             | Holger Hieronymus      |     |
| CB             | Bernd Wehmeyer         |     |
| LB             | Jürgen Groh            |     |
| RM             | Michael Schröder       |     |
| CM             | Jimmy Hartwig          |     |
| CM             | Felix Magath           |     |
| LM             | Wolfgang Rolff         |     |
| CF             | Dieter Schatzschneider | 41' |
| Wisselspelers: |                        |     |
| MF             | Allan Hansen           | 68' |
| FW             | Wolfram Wuttke         | 41' |
| Coach:         |                        |     |
| Ernst Happel   |                        |     |

1972 · 1973 · 1974 · 1975 · 1976 · 1977 · 1978 · 1979 · 1980 · 1981 · 1982 · 1983 · 1984 · 1985 · 1986 · 1987 · 1988 · 1989 · 1990 · 1991 · 1992 · 1993 · 1994 · 1995 · 1996 · 1997 · 1998 · 1999 · 2000 · 2001 · 2002 · 2003 · 2004 · 2005 · 2006 · 2007 · 2008 · 2009 · 2010 · 2011 · 2012 · 2013 · 2014 · 2015 · 2016 · 2017 · 2018 · 2019 · 2020 · 2021 · 2022 · 2023 · 2024